# Els seus fills després d'ells
Els seus fills després d'ells (francès: Leurs enfants après eux) és una pel·lícula dramàtica francesa de coming-of-age del 2024 escrita i dirigida per Ludovic i Zoran Boukherma. És una adaptació de la novel·la homònima de Nicolas Mathieu del 2018. És protagonitzada per Paul Kircher, Angelina Woreth, Sayyid El Alami, Gilles Lellouche i Ludivine Sagnier. S'ha doblat i subtitulat al català.
La pel·lícula es va estrenar el 31 d'agost de 2024 al 81è Festival Internacional de Cinema de Venècia, on Kircher va guanyar el Premi Marcello Mastroianni. Va guanyar el Giraldillo d'Or de 2024 al Festival de Cinema Europeu de Sevilla.
El rodatge principal va començar el 25 de juliol de 2023 i va tenir lloc a la regió francesa del Gran Est, incloent-hi la vall de la Fensch (Mosel·la) i els Vosges. El rodatge, que va durar 55 dies amb Augustin Barbaroux com a director de fotografia, va acabar el 10 d'octubre, al moll del llac de Pierre-Percée (Meurthe i Mosel·la).